# David di Donatello dla najlepszej aktorki zagranicznej
David di Donatello dla najlepszej aktorki zagranicznej (ang. David di Donatello for Best Foreign Actress, wł. David di Donatello per la migliore attrice straniera) – nagroda filmowa przyznawana w latach 1957–1996 (jedynym wyjątkiem był rok 1958, gdy nagrody w tejże kategorii nie wręczono) przez Włoską Akademię Filmową (Accademia del Cinema Italiano) w kategorii dla najlepszej aktorki zagranicznej.

## Laureatki

### Lata 50.
| Rok  | Zdjęcie        | Laureatka      | Film           | Rola                    | Źr    |
| ---- | -------------- | -------------- | -------------- | ----------------------- | ----- |
| 1957 | Ingrid Bergman | Ingrid Bergman | Anastazja      | Anna Koreff / Anastazja | [ 2 ] |
| 1958 | –              | –              | nie przyznano  |                         | [ 3 ] |
| 1959 | Deborah Kerr   | Deborah Kerr   | Osobne stoliki | Sibyl Railton-Bell      | [ 4 ] |

### Lata 60.
| Rok  | Zdjęcie           | Laureatka         | Film                            | Rola                                         | Źr     |
| ---- | ----------------- | ----------------- | ------------------------------- | -------------------------------------------- | ------ |
| 1960 | Audrey Hepburn    | Audrey Hepburn    | Historia zakonnicy              | siostra Łucja (Gabrielle „Gaby” van der Mal) | [ 5 ]  |
| 1961 | Brigitte Bardot   | Brigitte Bardot   | Prawda                          | Dominique Marceau                            | [ 6 ]  |
| 1962 | Audrey Hepburn    | Audrey Hepburn    | Śniadanie u Tiffany’ego         | Holly Golightly                              | [ 5 ]  |
| 1963 | Geraldine Page    | Geraldine Page    | Słodki ptak młodości            | Alexandra Del Lago                           | [ 7 ]  |
| 1964 | Shirley MacLaine  | Shirley MacLaine  | Słodka Irma                     | Irma la Douce                                | [ 8 ]  |
| 1965 | Audrey Hepburn    | Audrey Hepburn    | My Fair Lady                    | Eliza Doolittle                              | [ 5 ]  |
| 1966 | Julie Andrews     | Julie Andrews     | Dźwięki muzyki                  | Maria Augusta von Trapp                      | [ 9 ]  |
| 1967 | Julie Christie    | Julie Christie    | Doktor Żywago                   | Larysa „Lara” Antipowa                       | [ 10 ] |
| 1967 | Elizabeth Taylor  | Elizabeth Taylor  | Poskromienie złośnicy           | Katherina (Kate) Minola                      | [ 11 ] |
| 1968 | Faye Dunaway      | Faye Dunaway      | Bonnie i Clyde                  | Bonnie Parker                                | [ 12 ] |
| 1968 | Katharine Hepburn | Katharine Hepburn | Zgadnij, kto przyjdzie na obiad | Christina Drayton                            | [ 13 ] |
| 1969 | Barbra Streisand  | Barbra Streisand  | Zabawna dziewczyna              | Fanny Brice                                  | [ 14 ] |
| 1969 | Mia Farrow        | Mia Farrow        | Dziecko Rosemary                | Rosemary Woodhouse                           | [ 15 ] |

### Lata 70.
| Rok  | Zdjęcie          | Laureatka        | Film                       | Rola                       | Źr     |
| ---- | ---------------- | ---------------- | -------------------------- | -------------------------- | ------ |
| 1970 | Liza Minnelli    | Liza Minnelli    | Bezpłodna kukułka          | Mary Ann „Pookie” Adams    | [ 16 ] |
| 1971 | Ali MacGraw      | Ali MacGraw      | Love Story                 | Jennifer Cavelleri-Barrett | [ 17 ] |
| 1972 | Elizabeth Taylor | Elizabeth Taylor | X, y i zet                 | Zee Blakeley               | [ 11 ] |
| 1973 | Liza Minnelli    | Liza Minnelli    | Kabaret                    | Sally Bowles               | [ 16 ] |
| 1974 | Barbra Streisand | Barbra Streisand | Tacy byliśmy               | Katie Morosky              | [ 14 ] |
| 1974 | Tatum O’Neal     | Tatum O’Neal     | Papierowy księżyc          | Addie Loggins              | [ 18 ] |
| 1975 | Liv Ullmann      | Liv Ullmann      | Sceny z życia małżeńskiego | Marianne                   | [ 19 ] |
| 1976 | Isabelle Adjani  | Isabelle Adjani  | Miłość Adeli H.            | Adèle Hugo / Adèle Lewly   | [ 20 ] |
| 1976 | Glenda Jackson   | Glenda Jackson   | Hedda                      | Hedda Gabler               | [ 21 ] |
| 1977 | Annie Girardot   | Annie Girardot   | Goń mnie, aż cię złapię    | Jacqueline                 | [ 22 ] |
| 1977 | Faye Dunaway     | Faye Dunaway     | Sieć                       | Diana Christensen          | [ 12 ] |
| 1978 | Jane Fonda       | Jane Fonda       | Julia                      | Lillian Hellman            | [ 23 ] |
| 1978 | Simone Signoret  | Simone Signoret  | Życie przed sobą           | Madame Rosa                | [ 24 ] |
| 1979 | Ingrid Bergman   | Ingrid Bergman   | Jesienna sonata            | Charlotte Andergast        | [ 2 ]  |
| 1979 | Liv Ullmann      | Liv Ullmann      | Jesienna sonata            | Eva                        | [ 19 ] |

### Lata 80.
| Rok  | Zdjęcie           | Laureatka         | Film                | Rola                                     | Źr     |
| ---- | ----------------- | ----------------- | ------------------- | ---------------------------------------- | ------ |
| 1980 | Isabelle Huppert  | Isabelle Huppert  | Koronczarka         | Pomme                                    | [ 25 ] |
| 1981 | Catherine Deneuve | Catherine Deneuve | Ostatnie metro      | Marion Steiner                           | [ 26 ] |
| 1982 | Diane Keaton      | Diane Keaton      | Czerwoni            | Louise Bryant                            | [ 27 ] |
| 1983 | Julie Andrews     | Julie Andrews     | Victor/Victoria     | Victoria Grant / hrabia Victor Grazinski | [ 9 ]  |
| 1984 | Shirley MacLaine  | Shirley MacLaine  | Czułe słówka        | Aurora Greenway                          | [ 8 ]  |
| 1985 | Meryl Streep      | Meryl Streep      | Zakochać się        | Molly Gilmore                            | [ 28 ] |
| 1986 | Meryl Streep      | Meryl Streep      | Pożegnanie z Afryką | Karen Blixen                             | [ 28 ] |
| 1987 | Norma Aleandro    | Norma Aleandro    | Wersja oficjalna    | Alicia Marnet de Ibáñez                  | [ 29 ] |
| 1988 | Cher              | Cher              | Wpływ księżyca      | Loretta Castorini                        | [ 30 ] |
| 1989 | Jodie Foster      | Jodie Foster      | Oskarżeni           | Sarah Tobias                             | [ 31 ] |

### Lata 90.
| Rok  | Zdjęcie          | Laureatka        | Film                  | Rola                  | Źr     |
| ---- | ---------------- | ---------------- | --------------------- | --------------------- | ------ |
| 1990 | Jessica Tandy    | Jessica Tandy    | Wożąc panią Daisy     | Daisy Werthan         | [ 32 ] |
| 1991 | Anne Parillaud   | Anne Parillaud   | Nikita                | Nikita                | [ 33 ] |
| 1992 | Geena Davis      | Geena Davis      | Thelma i Louise       | Thelma Dickinson      | [ 34 ] |
| 1993 | Emmanuelle Béart | Emmanuelle Béart | Serce jak lód         | Camille               | [ 35 ] |
| 1993 | Tilda Swinton    | Tilda Swinton    | Orlando               | Orlando               | [ 36 ] |
| 1993 | Emma Thompson    | Emma Thompson    | Powrót do Howards End | Margaret Schlegel     | [ 37 ] |
| 1994 | Emma Thompson    | Emma Thompson    | Okruchy dnia          | Sarah „Sally” Kenton  | [ 37 ] |
| 1995 | Jodie Foster     | Jodie Foster     | Nell                  | Nell Kellty           | [ 31 ] |
| 1996 | Susan Sarandon   | Susan Sarandon   | Przed egzekucją       | siostra Helen Prejean | [ 38 ] |